# Batata-doce
A batata-doce (Ipomoea batatas), também chamada batata-da-terra, batata-da-ilha, jatica e jetica, é uma planta da família das convolvuláceas, da ordem das Solanales (a mesma da batata, do tomate, das pimentas etc.). Originária dos Andes, se espalhou pelos trópicos e subtrópicos de todo o mundo.

## Terminologia
"Batata-doce" é uma referência ao gosto doce de seu tubérculo comestível.  "Jetica" e "jatica" são oriundos do termo tupi para a planta, ye'tika.

## Hortaliça de raízes
Possui diversas variedades cultiváveis, divididas em de mesa (ou de mercado) e forrageiras, ambas podendo ser encontradas nas cores externas amarela, branca e roxa. No entanto, a quantidade de variedades não se restringe a essas características — elas podem ser classificadas de acordo com o formato, tamanho, cor interna, doçura, precocidade, cor das folhas e até pela coloração das flores, entre outras.
É a quarta hortaliça mais cultivada no Brasil, tendo grande relevância econômica e social, principalmente pela rusticidade, grande adaptação climática e rápida produção.

## Hortaliça de folhas
As folhas e brotos da batata-doce são comestíveis após breve cozimento, sendo saborosas e nutritivas, constituindo verdura de produção facílima e abundante.
A batata-doce (Ipomoea batatas) é parente muito próxima de Ipomoea aquatica Forssk., “espinafre-d’água”, “corriola-d’água”, “yosai” (no Pará), “kangkong” (na China), verdura muito utilizada na Ásia e cultivada no Brasil por imigrantes japoneses.

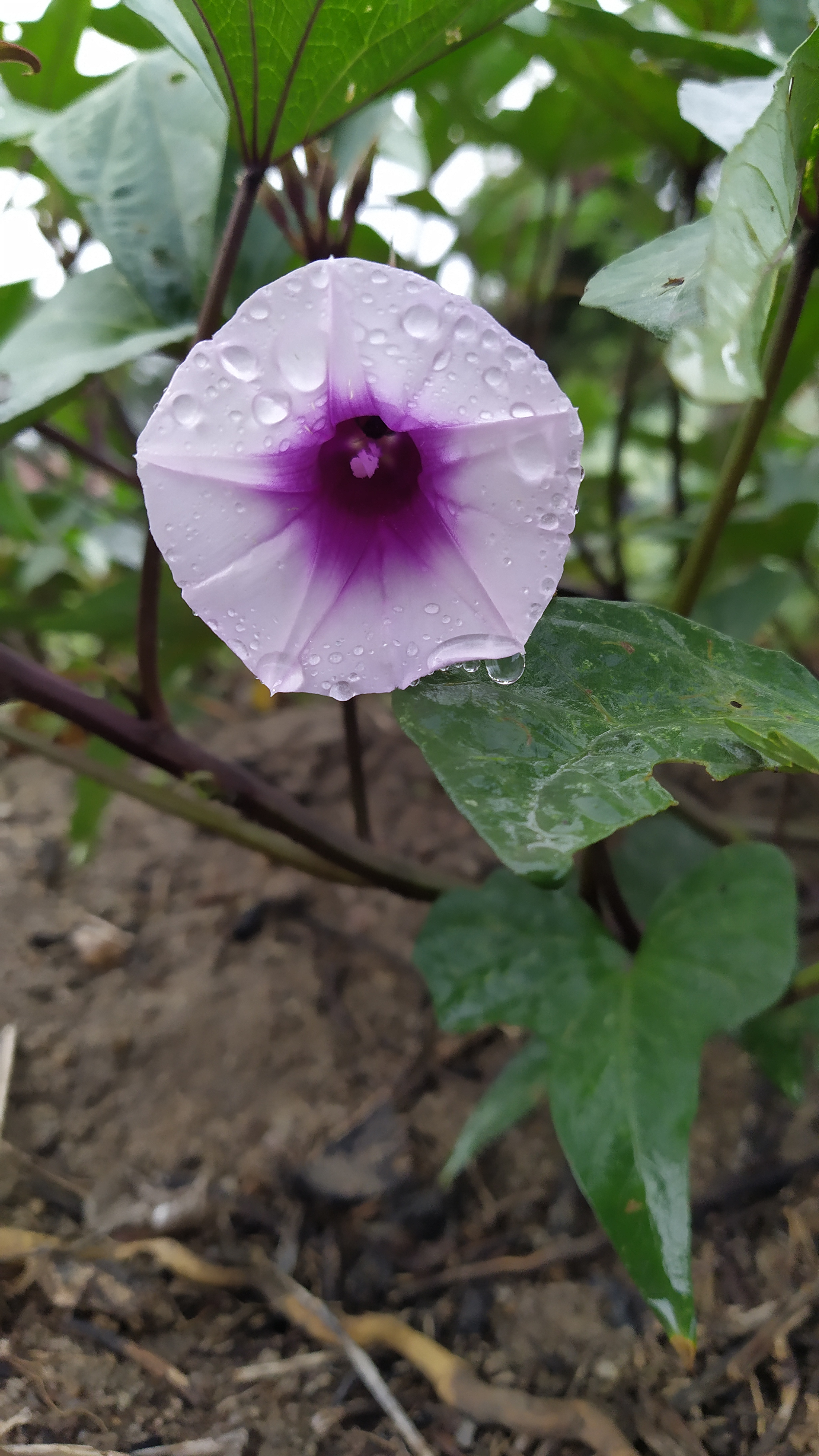
Flor de Batata-Doce cultivada no Brasil

## Planta ornamental e invasora
A batata-doce tem sido utilizada no Brasil como planta ornamental em jardineiras de apartamentos, em vasos suspensos e em cestas. Em Gramado, no Rio Grande do Sul, é utilizada, em jardineiras, uma variedade de folhas verde-claras. Existe variedade de folhas variegadas, especialmente ornamental, e outra de folhas púrpuras.
Ocasionalmente, a batata-doce pode ser encontrada no Brasil (Goiás, São Paulo, Minas Gerais, Rio Grande do Sul) como plantas invasora de ecossistemas naturais, mas apenas em ambientes úmidos muito sujeitos a perturbações e próximos a habitações humanas ativas ou inativas (taperas).

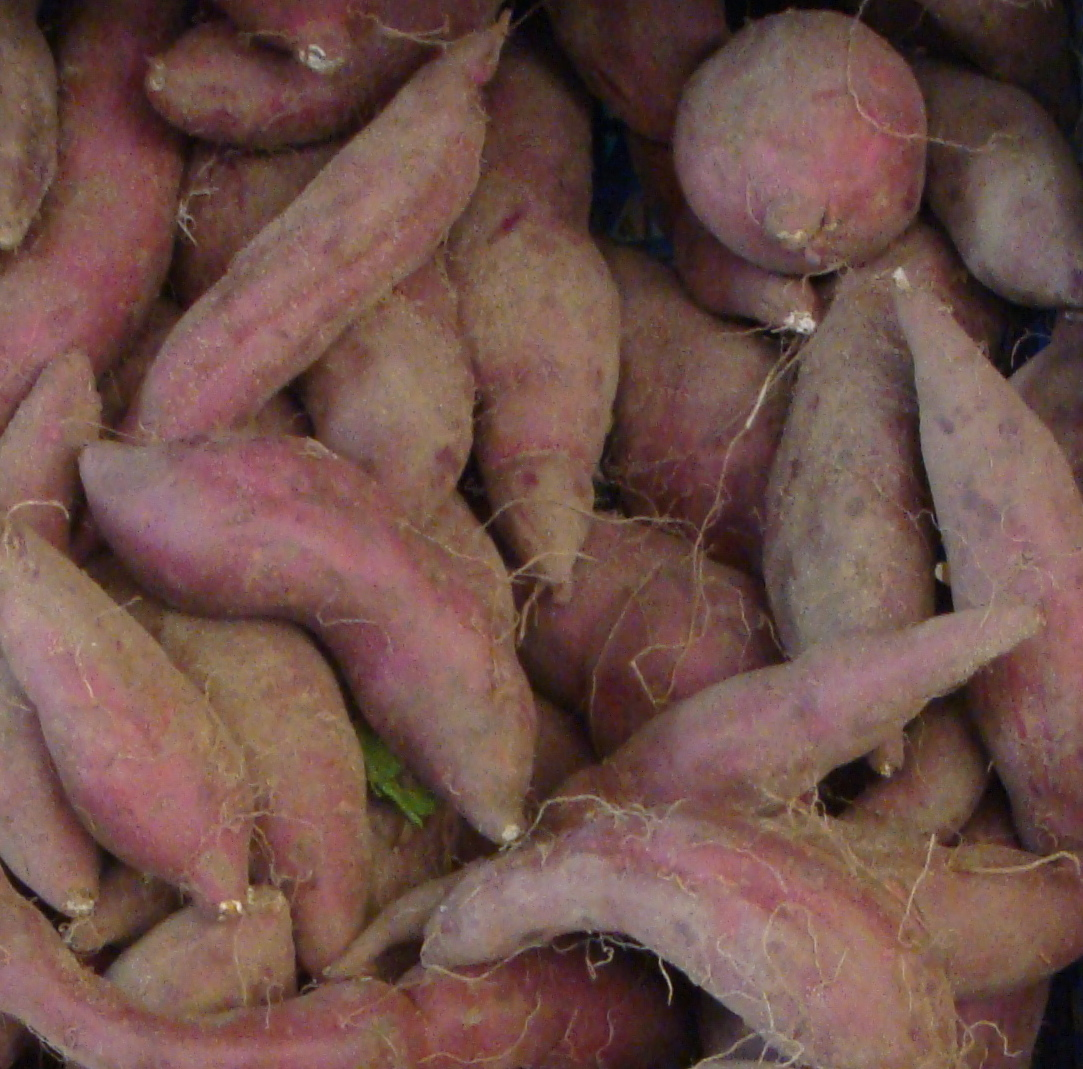
Batata doce

## Produção mundial
| País                                     | Produção em 2018 (toneladas anuais) |
| ---------------------------------------- | ----------------------------------- |
| China                                    | 53.009.345                          |
| Malawi                                   | 5.668.543                           |
| Nigéria                                  | 4.029.909                           |
| Tanzânia                                 | 3.834.779                           |
| Etiópia                                  | 1.834.619                           |
| Indonésia                                | 1.806.389                           |
| Uganda                                   | 1.529.608                           |
| Índia                                    | 1.400.281                           |
| Vietname                                 | 1.374.664                           |
| Angola                                   | 1.274.871                           |
| Fonte: Food and Agriculture Organization |                                     |